# Eva (programma televisivo)
Eva - Lo spettacolo della scienza è stata una trasmissione televisiva di divulgazione scientifica trasmessa in sette puntate da Rai 2 a partire dal 16 aprile al 18 luglio 2012. La trasmissione ha visto il debutto della modella Eva Riccobono come conduttrice, affiancata da Costantino Della Gherardesca e Massimo Polidoro. La sigla del programma era Mr. Brightside dei The Killers.

## La trasmissione
Il programma ha analizzato in chiave scientifica vari temi che vanno dalla medicina alla storia. I filmati mostrati durante il programma sono stati in parte realizzati appositamente ed in parte tratti dal catalogo scientifico della BBC.